# Paul Anderson (acteur)
Pour les articles homonymes, voir Paul Anderson et Anderson.
Paul Anderson est un acteur britannique de films et de théâtre né le 19 novembre 1978. Il est principalement connu pour avoir interprété Arthur Shelby dans Peaky Blinders et Sebastian Moran dans Sherlock Holmes : Jeu d'ombres.

## Biographie
Il est diplômé de la Webber Douglas Academy of Dramatic Art.
Il a une sœur, Vicki Anderson et un frère Andy Anderson. Il est l'oncle de l'acteur et chanteur Jacob Anderson.

## Carrière
En 2018, il incarne Guy de Gisborne dans le nouveau film Robin des Bois, où il tourne aux côtés de Taron Egerton, Jamie Foxx, Ben Mendelsohn, Eve Hewson et Jamie Dornan.

## Filmographie

### Cinéma

#### Longs métrages
- 2009 : The Firm de Nick Love : Bex
- 2011 : Poursuite mortelle (A Lonely Place to Die) de Julian Gilbey : Chris
- 2011 : Sherlock Holmes : Jeu d'ombres (Sherlock Holmes : A Game of Shadows) de Guy Ritchie : Colonel Sebastian Moran
- 2012 : The Sweeney de Nick Love : Allen
- 2012 : Passion de Brian De Palma : Dirk
- 2012 : Piggy de Kieron Hawkes : Piggy
- 2013 : Une belle fin (Still Life) d'Uberto Pasolini : Un sans abri
- 2014 : 71 ('71) de Yann Demange : Sergent Leslie Lewis
- 2014 : Électricité (Electricity) de Bryn Higgins : Barry O'Connor
- 2015 : The Revenant : Anderson
- 2015 : Legend de Brian Helgeland : Albert Donoghue
- 2015 : Au cœur de l'océan (In the Heart of the Sea) de Ron Howard : Thomas Chappel
- 2017 : Hostiles de Scott Cooper : Caporal Tommy Thomas
- 2017 : Brimstone de Martin Koolhoven : Frank
- 2017 : 24H Limit (24 Hours to Live) de Brian Smrz : Jim Morrow
- 2018 : Robin des Bois (Robin Hood) d'Otto Bathurst : Guy de Gisborne
- 2019 : Tijuana Bible de Jean-Charles Hue : Nick
- 2020 : Feedback de Pedro C. Alonso : Andrew Wilde
- 2022 : Nightmare Alley de Guillermo del Toro : geek (le crétin)
- 2024 : En plein vol (Lift) de F. Gary Gray
- 2025 : The Immortal Man de Tom Harper : Arthur Shelby, Jr.

#### Courts métrages
- 2010 : The Basement d'Emma Lightfoot : Jake
- 2014 : Chandide de Christian Cooke : Dervish

### Télévision

#### Séries télévisées
- 2005 : Doctor Who : Jason
- 2007 : Affaires non classées (Silent Witness) : DS Dave Leeson
- 2008 : Ashes to Ashes : Un suspect
- 2008 - 2011 : Inspecteur Lewis (Lewis) : Frank Sporetti / Alistair Darlow (2 épisodes)
- 2009 : Inspecteur Barnaby (Midsomer Murders) : Graham Spate
- 2011 : Le Serment (The Promise): Sergent Frank Nash
- 2013 : Top Boy : Mike
- 2013 : The Great Train Robbery : Gordon Goody
- 2013 - 2022 : Peaky Blinders : Arthur Shelby (36 épisodes)
- 2021 : The Prince : Prince Louis (voix)

#### Téléfilm
- 2008 : Frankie Howerd : Rather You Than Me de John Alexander : Roger

## Théâtre
- 2018 : Le Tartuffe de Molière, mise en scène Gérald Garutti, Theatre Royal Haymarket

## Voix francophones
En France, les comédiens se succèdent pour doubler Paul Anderson.
Au Québec, il a été doublé trois fois par Tristan Harvey.
En France
| - Jérôme Frossard dans : - Sherlock Holmes : Jeu d'ombres - Legend - Erwin Grünspan dans : - Une belle fin - Brimstone - Serge Biavan dans : - The Revenant - 24H Limit | Et aussi - Laurent Larcher dans Inspecteur Lewis (série télévisée) - Jérémy Bardeau dans Le Serment (mini-série) - Boris Rehlinger dans Passion - Cyrille Monge dans Peaky Blinders (série télévisée) - Maximilien Seweryn dans Robin des Bois - Pascal Casanova dans En plein vol |

Au Québec
- Tristan Harvey dans :
  - Sherlock Holmes : Jeu d'ombres
  - Au cœur de l'océan
  - Robin des Bois

Et aussi
- Sylvain Hétu dans The Revenant
- Claude Gagnon dans Legend